# WBSC Африка
WBSC (Всемирная конфедерация бейсбола и софтбола) Африка (до 2020 — Африканская ассоциация бейсбола и софтбола (англ. WBSC (World Baseball Softball Confederation) Africa; Africa Baseball and Softball Association, ABSA) — структура, управляющая бейсболом и софтболом в странах Африки. Объединяет 24 национальные федерации из 21 страны. Представляет Всемирную конфедерацию бейсбола и софтбола (WBSC) на африканском континенте. Штаб-квартира находится в городе Минна (Нигерия). 

## История
Африканская ассоциация бейсбола и софтбола (ABSA) основана 8 июня 1990 года в Лагосе (Нигерия) национальными федерациями 9 стран. В 2020 году получила нынешнее название.
С 1992 проводятся чемпионаты Африки по бейсболу.
Бейсбол входил в программу Всеафриканских игр в 1999 и 2003 годах, а женский софтбол — в 2003. В программу Игр 2019 года планируется вновь включить бейсбол и софтбол.

### Президенты ABSA/ WBSC Африка
- 1990—1996 —  Малькольм Бёрн
- 1996—2014 —  Ишола Уильямс
- 2014—2022 —  Сабер Джладжла
- с 2022 —  Альберт Фримпонг

## Структура WBSC Африка
Высший орган WBSC Африка — Конгресс.
Для решения задач, поставленных Конгрессом перед WBSC Африка, а также уставных требований, делегаты Конгресса избирают Исполнительный комитет, который проводит в жизнь решения Конгресса, а также организует повседневную деятельность WBSC Африка. В Исполком входят президент WBSC Африка, вице-президенты от бейсбола и софтбола, генеральный секретарь, казначей, 6 членов.
В составе WBSC Африка образованы также территориальные зоны. Всего их 3: Восточной и Центральной Африки, Западноафриканская и Южноафриканская.

### Руководство WBSC Африка
- Альберт Фримпонг — президент WBSC Африка
- Феликс Окуйе — вице-президент WBSC Африка (бейсбол)
- Виктория Содипо — вице-президент WBSC Африка (софтбол)
- Фрэнсис Каругу — генеральный секретарь WBSC Африка

## Официальные соревнования
В рамках своей деятельности WBSC Африка отвечает за проведение следующих турниров:
- Бейсбольные турниры в рамках Африканских игр — один раз в четыре года в предолимпийский сезон. Проводились только в 1999 и 2003;
- Софтбольные турниры в рамках Африканских игр — один раз в четыре года в предолимпийский сезон. Проводился только в 2003;
- Чемпионаты Африки по бейсболу среди национальных сборных команд;
- Чемпионаты Африки по софтболу среди женских национальных сборных команд;
- Чемпионаты Африки по бейсболу и софтболу среди юниорских сборных команд.

## Страны-члены WBSC Африка
В скобках после названия страны указана национальная ассоциация или ассоциации этой страны, являющиеся членами WBSC: бс — объединённая бейсбольно-софтбольная, б — бейсбольная, с — софтбольная.
| - Бенин (бс) - Ботсвана (с) - Буркина-Фасо (бс) - Гамбия (бс) - Гана (бс) - Египет (бс) - Замбия (бс) | - Зимбабве (б, с) - Кабо-Верде (бс) - Кения (б, с) - Кот-д’Ивуар (бс) - Лесото (бс) - Нигерия (бс) - Сенегал (бс) | - Сьерра-Леоне (бс) - Танзания (бс) - Того (бс) - Тунис (бс) - Уганда (бс) - Чад (бс) - ЮАР (б, с) |